# El Mezquital, San Salvador
El Mezquital är en ort i Mexiko.   Den ligger i kommunen San Salvador och delstaten Hidalgo, i den sydöstra delen av landet, 110 km norr om huvudstaden Mexico City. El Mezquital ligger 1 942 meter över havet och antalet invånare är 449.
Terrängen runt El Mezquital är kuperad. Runt El Mezquital är det ganska tätbefolkat, med 54 invånare per kvadratkilometer. Närmaste större samhälle är San Salvador, 17,3 km sydost om El Mezquital. Trakten runt El Mezquital består till största delen av jordbruksmark.